# Unila de Gótia
Unila (em grego clássico: Οὐνίλας; séc. IV - ca. 404) foi um bispo dos godos.
Gótico de origem, foi instalado pelo Patriarca de Constantinopla João Crisóstomo "para os godos" após 397. Em 404, graças às intrigas da Imperatriz Eudóxia, João Crisóstomo foi destituído da cátedra e enviado ao exílio. Em conexão com isso, apareceu a carta do santo à diaconisa Olímpia. Dela se sabe que Unila morreu no mesmo ano de 404, e o santo, preocupado que seus adversários nomeassem uma pessoa indigna para a Sé do Bósforo, pediu para atrasar a embaixada do governante de Gótia, citando a dificuldade das viagens marítimas para o Bósforo nos meses de inverno. Sobre a morte de Unila, João Crisóstomo foi notificada por monges - Marcianos e Godos, a quem o Diácono Moduarius veio com esta triste notícia. Moduarius chegou com cartas do rei dos godos, nas quais pedia o envio de um novo bispo para eles. João Crisóstomo fala muito bem de Unila e escreve sobre ele:
"...digno de admiração é o bispo Unila, que recentemente consagrei e enviei para Gótia, tendo realizado muitas obras grandiosas..."